# Mariano Herencia Zevallos
Mariano Herencia Zevallos (15 octobre 1821 - 2 février 1873), est un homme d'État péruvien. Il fut brièvement président de la République, du 2 au 9 août 1872, à la suite du renversement du président José Balta.